# 110-я гвардейская стрелковая дивизия
110-я гвардейская стрелковая дивизия — воинское подразделение Вооружённых сил СССР в Великой Отечественной войне

## История
Сформирована в Отрожке под Воронежем в августе 1943 года путём объединения 5-й гвардейской и 7-й гвардейской Краснознамённой  стрелковых бригад.
Была включена в 37-ю армию, которая с 09.1943 года вошла в состав Степного фронта (с 20.10.1943 — 2-го Украинского фронта. В боевые действия включилась в период битвы за Днепр.
В октябре — декабре 1943 года в составе 5-й гв. армии освободила город Александрия, за что 6.12.1943 дивизии было присвоено почётное наименование Александрийской. В Уманско-Ботошанской наступательной операции, действуя в составе 53-й армии, дивизия освободила город Ново-Архангельск, форсировала реки Днестр и Реут. В августе 1944 года. участвовала в Ясско-Кишинёвской наступательной операции. В последующем действовала на территории Венгрии и Чехословакии. В марте 1945 года участвовала в освобождении города Банска-Штьявница, а в апреле 1945 года — в освобождении города Годонин.
В июле 1945 г. дивизия передислоцирована в Монголию. В августе — сентябре 1945 года участвовала в Хингано-Мукденской наступательной операции в составе 53-й армии Забайкальского фронта. За успешное преодоление хребта Большой Хинган дивизии присвоено почётное наименование Хинганской (20.09.1945).

## Послевоенный период
В июне 1946 года дивизия была переформирована в 16-ю гвардейскую стрелковую бригаду, затем в 1953 году в 72-ю гвардейскую механизированную дивизию, а в 1957 году в 143-ю гвардейскую мотострелковую дивизию. Дислоцировалась в Иркутске, где и была расформирована в конце 1950-х годов. 

## Полное название
110-я гвардейская стрелковая Александрийско-Хинганская дважды Краснознамённая ордена Суворова дивизия

## Подчинение
- Степной фронт, 37-я армия — на момент формирования.
- 2-й Украинский фронт, 37-я армия — с 20.10.1943 г.
- 2-й Украинский фронт, 5-я гвардейская армия — на 10-12.1943 г.
- 2-й Украинский фронт, 53-я армия — с 01.1944 г.
- Забайкальский фронт, 53-я армия — с 07.1945 года.

## Состав
- 307-й гвардейский стрелковый полк
- 310-й гвардейский стрелковый полк
- 313-й гвардейский стрелковый полк
- 247-й гвардейский пушечный артиллерийский полк
- 636-я гвардейская дивизионная артиллерийская бригада
- 823-й гвардейский миномётный полк
- 109-й отдельный гвардейский истребительно-противотанковый дивизион
- 106-я отдельная гвардейская разведывательная рота
- 117-й отдельный гвардейский сапёрный батальон
- 169-й отдельный гвардейский батальон связи (141-я отдельная гвардейская рота связи)
- 111-й медико-санитарный батальон
- 107-я отдельная гвардейская рота химической защиты
- 108-я автотранспортная рота
- 112-я полевая хлебопекарня
- 104-й дивизионный ветеринарный лазарет
- 2290-я полевая почтовая станция
- 1274-я полевая касса Госбанка

## Командиры
- Огородов, Михаил Иванович (03.08.1943 — 10.01.1944), полковник (с января 1944 генерал-майор).
- Соболев, Дмитрий Филиппович (11.01.1944 — 17.04.1944), полковник
- Роткевич, Иван Адамович (18.04.1944 — 27.04.1944), полковник
- Пигин, Иван Алексеевич (28.04.1944 — 08.05.1944), полковник
- Огородов, Михаил Иванович (09.05.1944 — 19.04.1945), генерал-майор
- Мальчевский, Александр Иванович (20.04.1945 — 07.07.1945), полковник
- Криволапов, Григорий Архипович (08.07.1945 — 03.09.1945), генерал-майор

## Награды и наименования
- 31 марта 1943 года —  Орден Красного Знамени — За образцовое выполнение боевых заданий командования на фронте борьбы с немецкими захватчиками и проявленные при этом доблесть и мужество[2] (орден получен по преемственности от 7-й гвардейской Краснознамённой стрелковой бригады при формировании дивизии);
- 6 декабря 1943 года — почётное наименование «Александрийская» — присвоено приказом Верховного Главнокомандующего за отличие в боях с немецкими захватчиками при освобождении города Александрия;
- 10 декабря 1943 года —  Орден Красного Знамени — награждена указом Президиума Верховного Совета СССР за образцовое выполнение боевых заданий командования на фронте борьбы с немецкими захватчиками и проявленные при этом доблесть и мужество[3];
- 8 января 1944 года —  Орден Суворова II степени — награждена указом Президиума Верховного Совета СССР за образцовое выполнение боевых заданий командования на фронте борьбы с немецкими захватчиками и проявленные при этом доблесть и мужество[4];
- 20 сентября 1945 года — почетное наименование Хинганская — присвоено приказом Верховного Главнокомандующего № 0162 от 20 сентября 1945 года в ознаменование одержанной победы и за отличие в боях на Дальнем Востоке при преодолении горного хребта Большой Хинган.

Награды частей дивизии:
- 307-й гвардейский стрелковый Краснознамённый[5] ордена Суворова[6] полк
- 310-й гвардейский стрелковый Краснознамённый[7] полк
- 313-й гвардейский стрелковый ордена Кутузова[7] полк
- 247-й гвардейский пушечный артиллерийский ордена Богдана Хмельницкого[5] полк

## Отличившиеся воины дивизии
Герои Советского Союза:
- Анисимов, Виктор Дмитриевич — наводчик орудия 247-го гвардейского артиллерийского полка, гвардии красноармеец.
- Асламазашвили, Сурен Артёмович — командир отделения противотанковых ружей 109-го отдельного гвардейского истребительно-противотанкового дивизиона, гвардии сержант.
- Борискин, Анатолий Васильевич — командир взвода 106-й отдельной гвардейской разведывательной роты, гвардии старший сержант.
- Булгаков, Андрей Алексеевич — разведчик 106-й отдельной гвардейской разведывательной роты, гвардии красноармеец.
- Вишневский, Анатолий Петрович — комсорг батальона 307-го гвардейского стрелкового полка, гвардии младший лейтенант.
- Воровченко, Григорий Данилович — помощник командира взвода 307-го гвардейского стрелкового полка, гвардии старший сержант.
- Голев, Леонид Дмитриевич — наводчик 45-мм орудия истребительно-противотанковой батареи 310-го гвардейского стрелкового полка, гвардии красноармеец.
- Гончаров, Семён Иванович — командир взвода 9-й роты 3-го стрелкового батальона 310-го гвардейского стрелкового полка.
- Губеладзе, Владимир Ясонович — командир взвода 45-мм пушек 307-го гвардейского стрелкового полка, гвардии лейтенант.
- Желтиков, Павел Георгиевич — командир отделения разведки дивизиона 247-го гвардейского артиллерийского полка, гвардии сержант.
- Жувасин, Павел Алексеевич — помощник командира взвода автоматчиков 307-го гвардейского стрелкового полка, гвардии старший сержант.
- Звонков, Трофим Никифорович — наводчик орудия 247-го гвардейского артиллерийского полка, гвардии ефрейтор.
- Игнатенко, Иван Игнатьевич — командир отделения разведки 1-й батареи 247-го гвардейского артиллерийского полка, гвардии старшина.
- Исраелян, Липарит Мирзоевич — телефонист 141-й отдельной гвардейской роты связи, гвардии сержант.
- Калашников, Яков Семёнович — командир миномётного расчёта 307-го гвардейского стрелкового полка, гвардии красноармеец.
- Калинин, Николай Тихонович — стрелок 310-го гвардейского стрелкового полка, гвардии красноармеец.
- Кошелев, Михаил Тимофеевич — командир отделения 310-го гвардейского стрелкового полка, гвардии сержант.
- Кошкин, Андрей Евдокимович — разведчик 106-й отдельной гвардейской разведывательной роты, гвардии младший сержант.
- Кузин, Иван Васильевич — командир пулемётного отделения 310-го гвардейского стрелкового полка, гвардии старший сержант.
- Кузуб, Павел Степанович — разведчик 106-й отдельной гвардейской разведывательной роты, гвардии сержант.
- Леонов, Виктор Петрович — командир отделения 106-й отдельной гвардейской разведывательной роты, гвардии старший сержант.
- Малахов, Борис Фёдорович — помощник командира взвода 307-го гвардейского стрелкового полка, гвардии старшина.
- Мельников, Алексей Дмитриевич — командир пулемётного отделения 310-го гвардейского стрелкового полка, гвардии старший сержант.
- Микуцкий, Борис Антонович — командир отделения разведки миномётной батареи 310-го гвардейского стрелкового полка, гвардии старший сержант.
- Мироненко, Иван Филиппович — стрелок 1-го стрелкового батальона 313-го гвардейского стрелкового полка, гвардии рядовой[9].
- Немков, Иван Фёдорович — старшина роты 307-го гвардейского стрелкового полка, гвардии старшина.
- Орехов, Иван Васильевич — пулемётчик 307-го гвардейского стрелкового полка, гвардии красноармеец.
- Панарин, Михаил Петрович — помощником командира взвода разведки 106-й отдельной гвардейской разведроты, гвардии старшина.
- Пономарёв, Павел Сергеевич — наводчик 45-мм орудия 307-го гвардейского стрелкового полка, гвардии красноармеец.
- Портнягин Сергей Николаевич — командир роты 310-го гвардейского стрелкового полка, гвардии старший лейтенант.
- Рутчин, Алексей Иванович — шофёр 109-го отдельного гвардейского истребительного противотанкового дивизиона, гвардии старшина.
- Сидоренко, Григорий Семёнович — командир пулемётного отделения 310-го гвардейского стрелкового полка, гвардии сержант.
- Скомороха, Павел Васильевич — автоматчик 307-го гвардейского стрелкового полка, гвардии красноармеец.
- Скорынин, Владимир Петрович — командир взвода 310-го гвардейского стрелкового полка, гвардии лейтенант.
- Утев, Егор Васильевич — стрелок 307-го гвардейского стрелкового полка, гвардии ефрейтор.
- Федорин, Иван Ильич — командир батареи 45-мм орудий 109-го отдельного гвардейского истребительно-противотанкового дивизиона, гвардии старший лейтенант.
- Цылёв, Павел Николаевич — командир отделения 117-го отдельного гвардейского сапёрного батальона, гвардии сержант.
- Чесноков, Егор Александрович — разведчик 106-й отдельной гвардейской разведроты, гвардии красноармеец.
- Хайдаршин, Гайнанша Хайдаршинович — командир отделения 117-го отдельного гвардейского сапёрного батальона, гвардии рядовой[10].
- Щербина, Иван Васильевич ― начальник штаба 310-го гвардейского стрелкового полка, гвардии подполковник.
- Юхнин, Виктор Михайлович — командир отделения 310-го гвардейского стрелкового полка, гвардии сержант.
- Ярославцев, Александр Егорович ― командир телефонного взвода отдельной роты связи, гвардии лейтенант.

 Кавалеры ордена Славы 3-х степеней.
- Гломозда, Михаил Федотович, старший сержант, помощник командира взвода 106-й отдельной гвардейской разведывательной роты.
- Курышев, Александр Васильевич, гвардии сержант, командир расчёта 45-мм пушки 313-й гвардейского стрелкового полка.
- Мтиралишвили, Георгий Сикович, гвардии сержант, наводчик 120-мм миномёта 313-й гвардейского стрелкового полка.
- Раскопенский, Александр Иванович, гвардии сержант, командир разведывательного взвода 106-й отдельной гвардейской разведывательной роты.

### Известные воины дивизии
- Емельяненко, Константин Викторович (1921—1943) — командир отделения 313-го гвардейского стрелкового полка, гвардии рядовой. Закрыл своим телом амбразуру пулемёта.
- Крысин, Павел Афиногенович (1923—2014) — советский журналист, писатель.
- Николаев, Анатолий Николаевич (1919—?) — советский дипломат.